# Julien Masson
Julien Masson (Valenciennes, 18 giugno 1998) è un calciatore francese, centrocampista del Sochaux.

## Caratteristiche tecniche
È un mediano.

## Carriera
Cresciuto nel settore giovanile del Valenciennes, ha debuttato in prima squadra il 5 maggio 2017 disputando l'incontro di Ligue 2 pareggiato 0-0 contro il Red Star.

## Statistiche
Statistiche aggiornate al 5 marzo 2020.

### Presenze e reti nei club
| Stagione        | Squadra         | Campionato      | Campionato | Campionato | Coppe nazionali | Coppe nazionali | Coppe nazionali | Coppe continentali | Coppe continentali | Coppe continentali | Altre coppe | Altre coppe | Altre coppe | Totale | Totale | Totale |
| Stagione        | Squadra         | Comp            | Pres       | Reti       | Comp            | Pres            | Reti            | Comp               | Pres               | Reti               | Comp        | Pres        | Reti        | Pres   | Reti   |        |
| --------------- | --------------- | --------------- | ---------- | ---------- | --------------- | --------------- | --------------- | ------------------ | ------------------ | ------------------ | ----------- | ----------- | ----------- | ------ | ------ | ------ |
| 2015-2016       | Valenciennes 2  | CFA2            | 8          | 0          |                 | -               | -               |                    | -                  | -                  |             | -           | -           | 8      | 0      |        |
| 2016-2017       | Valenciennes    | L2              | 1          | 0          | CF+CdL          | 0               | 0               |                    | -                  | -                  |             | -           | -           | 1      | 0      |        |
| 2017-2018       | Valenciennes    | L2              | 24         | 1          | CF+CdL          | 3+1             | 0               |                    | -                  | -                  |             | -           | -           | 28     | 1      |        |
| 2018-2019       | Valenciennes    | L2              | 31         | 3          | CF+CdL          | 1+1             | 0               |                    | -                  | -                  |             | -           | -           | 33     | 3      |        |
| 2019-2020       | Valenciennes    | L2              | 21         | 0          | CF+CdL          | 2+1             | 0               |                    | -                  | -                  |             | -           | -           | 24     | 0      |        |
| Totale carriera | Totale carriera | Totale carriera | 85         | 4          |                 | 9               | 0               |                    | -                  | -                  |             | -           | -           | 94     | 4      |        |